# Erle Stanley Gardner

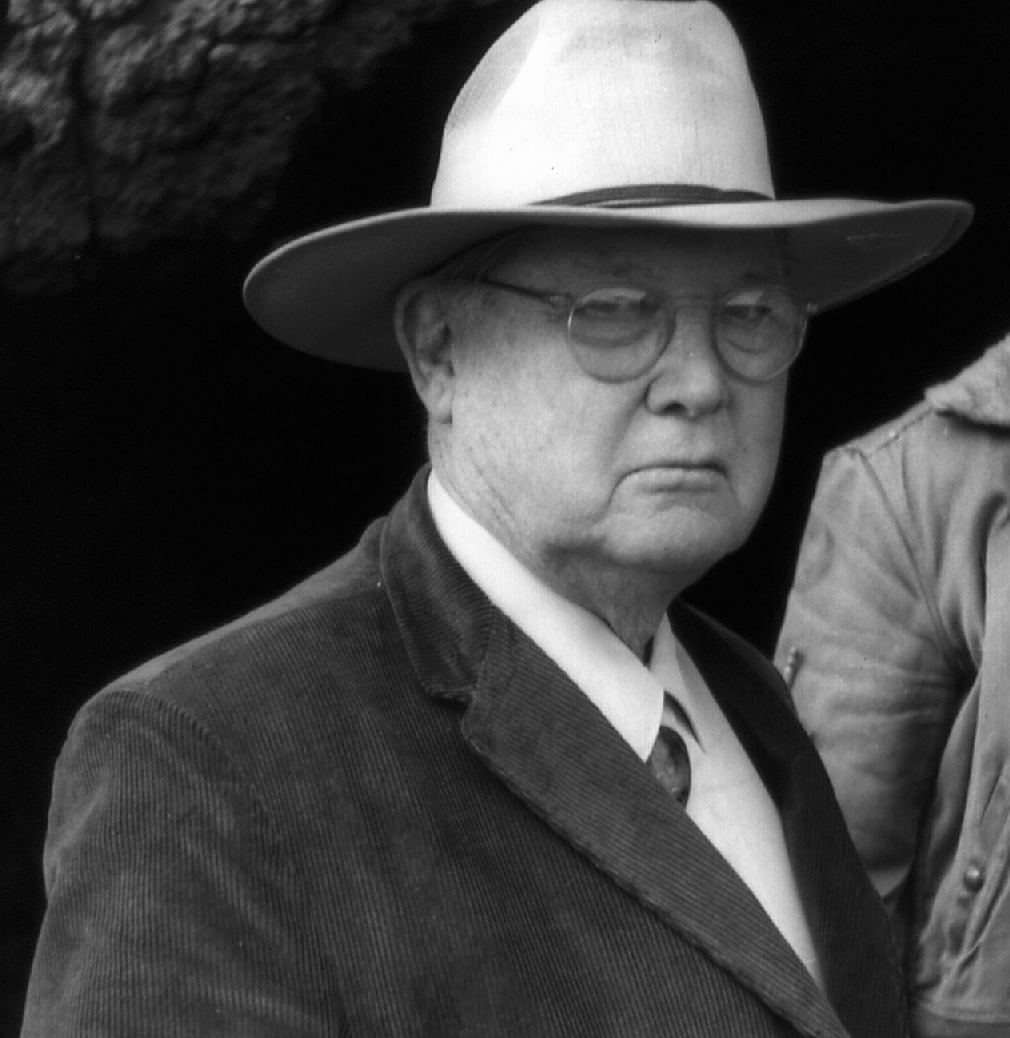
Erle Stanley Gardner (1966)

Erle Stanley Gardner (* 17. Juli 1889 in Malden, Massachusetts; † 11. März 1970 in Temecula, Kalifornien) war ein US-amerikanischer Schriftsteller und Rechtsanwalt, der auch unter den Pseudonymen A. A. Fair, Kyle Corning, Charles M. Green, Carleton Kendrake, Charles J. Kenny, Les Tillray und Robert Parr Kriminal- und Justizromane veröffentlichte. Er verfasste unter anderem eine Reihe von 82 Romanen und 3 Kurzgeschichten um den Strafverteidiger Perry Mason.

## Leben und Werk
Gardner arbeitete ab 1911 in Oxnard, Kalifornien, als Rechtsanwalt und erwarb sich schnell einen guten Ruf als Strafverteidiger für Einwanderer aus Mexiko und China. Von 1918 bis 1921 war er als Handlungsreisender tätig, danach ließ er sich in Ventura als Rechtsanwalt nieder. Gleichzeitig begann er Kriminal-Kurzgeschichten zu schreiben, die er an Pulp-Magazine verkaufte.
Seinen ersten Roman um den Rechtsanwalt Perry Mason veröffentlichte er 1933. Mit dieser Serienfigur wurde Gardner berühmt und wohlhabend. Er diktierte jeden Tag mehrere tausend Wörter und beschäftigte sechs Sekretärinnen. Seit 1930 gehörte Agnes Jean Bethell (1902–2002) zu diesen Sekretärinnen, die als Vorbild für die Perry-Mason-Sekretärin Della Street gilt. Zwei Jahre vor seinem Tod, 1968, heiratete Gardner sie.
Zwei weitere Serien hatten jeweils den als Privatdetektiv arbeitenden verkrachten Anwalt Donald Lam und seine cholerische Chefin Bertha Cool sowie den Staatsanwalt Doug Selby als Hauptfiguren.
Seit 1948 betrieb Gardner den Court of Last Resort, eine Hilfsorganisation, die sich um die Wiederaufnahme von zweifelhaften Strafprozessen bemühte. In The Court of Last Resort (1952) stellt er einige Fälle aus der Praxis der Hilfsorganisation dar.

## Auszeichnungen
- 1953 Edgar Award – Kategorie Best Fact Crime der Mystery Writers of America für den Kriminalbericht The Court of Last Resort (dt.: Letzte Zuflucht. Ullstein, Frankfurt/M. 1959)
- 1962 Grand Master Award der Mystery Writers of America als Auszeichnung für seine besonderen Leistungen im Krimi-Genre und seine schriftstellerisch gleichbleibend hohe Qualität

## Bibliografie

### Mit Perry Mason
| - The Case of the Velvet Claws (1933, dt. Rechtsanwalt Mason / Der Engel mit Krallen, 1036 als The Case of the Velvet Claws verfilmt) - The Case of the Sulky Girl (1933, dt. Ein Blick zurück / Ärger wegen Francis) - The Case of the Lucky Legs (1934, dt. Die schönsten Beine von Cloverdale, 1935 als The Case of the Lucky Legs verfilmt) - The Case of the Howling Dog (1934, dt. Der heulende Hund, als The Case of the Howling Dog verfilmt) - The Case of the Curious Bride (1934, dt. Die seltsame Braut, 1935 als The Case of the Curious Bride verfilmt) - The Case of the Counterfeit Eye (1935, dt. Die sechs Glasaugen / Die toten Augen) - The Case of the Caretakerʼs Cat (1935, dt. Die Pfotenspur, 1936 als The Case of the Black Cat verfilmt) - The Case of the Sleepwalkerʼs Niece (1936, dt. Schlafwandlers Nichte) - The Case of the Stuttering Bishop (1936, dt. Ein Bischof stottert nicht / Der stotternde Bischof, als The Case of the Stuttering Bishop verfilmt) - The Case of the Dangerous Dowager (1937, dt. Die gefährliche Großmutter / Die gefährliche Witwe) - The Case of the Lame Canary (1937, dt. Das Geheimnis des Kanarienvogels) - The Case of the Substitute Face (1938, dt. Das vertauschte Gesicht) - The Case of the Shoplifterʼs Shoe (1938, dt. Seidenstrümpfe und Juwelen) - The Case of the Perjured Parrot (1939, dt. Der vertauschte Casanova) - The Case of the Rolling Bones (1939, dt. Die falschen Würfel) - The Case of the Baited Hook (1940, dt. Der goldene Köder) - The Case of the Silent Partner (1940, dt. Der stille Teilhaber) - The Case of the Crooked Candle (1940, dt. Die krumme Kerze) - The Case of the Haunted Husband (1941, dt. Der Fall Greeley / Der Mann im Smoking) - The Case of the Empty Tin (1941, dt. Geheimnisvolle Botschaft / Schuss nach Mitternacht) - The Case of the Drowning Duck (1942, dt. Die ertrunkene Ente) - The Case of the Careless Kitten (1942, dt. Katzen haben scharfe Krallen) - The Case of the Gold-Diggerʼs Purse (1942, dt. Die sterbenden Fische) - The Case of the Buried Clock (1943, dt. Die vergrabene Uhr) - The Case of the Drowsy Mosquito (1943, dt. Die müde Mücke) - The Case of the Black-Eyed Blonde (1944, dt. Was wusste Diana?) - The Case of the Half-Wakened Wife (1945, dt. Mord auf der Luxusjacht) - The Case of the Borrowed Brunette (1946, dt. Doppelgängerin in Schwarz) - The Case of the Fan Dancerʼs Horse (1947, dt. Die Fächertänzerin) - The Case of the Crying Swallow (Kurzgeschichten, 1947, dt. Die schreiende Schwalbe / Die heisere Schwalbe) - enthält: The Vanishing Corpse (1931, dt. Leiche gesucht) The Candy Kid (1931, dt. Rache ist zuckersüß) - The Case of the Lazy Lover (1947, dt. Der lustlose Liebhaber) - The Case of the Lonely Heiress (1948, dt. Die einsame Erbin) - The Case of the Crimson Kiss (Kurzgeschichten, 1948, dt. Der blutrote Kuss / Der letzte Kuss) - enthält: The Case of the Crimson Kiss (1948, dt. Der letzte Kuss) Crooked Lightning (1928, dt. ?) The Valley of Little Fears (1930, dt. ?) Fingers of Fong (1947, dt. ?) - The Case of the Vagabond Virgin (1948, dt. Die Unschuld vom Lande) - The Case of the Dubious Bridegroom (1949, dt. Die Leiche am Steuer) - The Case of the Cautious Coquette (1949, dt. Die schwarze Limousine) - The Case of the Negligent Nymph (1950, dt. Die seltsame Nixe) - The Case of the One-Eyed Witness (1950, dt. Die einäugige Zeugin) - The Case of the Fiery Fingers (1951, dt. Die feurigen Finger) - The Case of the Angry Mourner (1951, dt. Der Tote im Rollstuhl) - The Case of the Moth-Eaten Mink (1952, dt. Motten im Nerz) - The Case of the Grinning Gorilla (1952, dt. Der grinsende Gorilla) - The Case of the Hesitant Hostess (1953, dt. Die bestochenen Zeugen) - The Case of the Green-Eyed Sister (1953, dt. Das Mädchen mit den grünen Augen) - The Case of the Irate Witness (1953, Kurzgeschichten, dt. Der zornige Zeuge / Der Fall des … / … mit dem zornigen Zeugen) - enthält: The Case of the Irate Witness (1953, dt. Der zornige Zeuge) Something Like a Pelican (1942, dt. Fischen wie die Chinesen [mit Lester Leith]) (ohne Perry Mason) The Jeweled Butterfly (1952, dt. Der Juwelenschmetterling [mit Peggy Castle]) (ohne Perry Mason) - The Case of the Fugitive Nurse (1954, dt. Die verschwundene Schwester) - The Case of the Runaway Corpse (1954, dt. Wohin fuhr der Tote?) - The Case of the Restless Redhead (1954, dt. Gleiche Kaliber) - The Case of the Glamourous Ghost (1955, dt. Der Tote im Park) - The Case of the Sun Batherʼs Diary (1955, dt. Das Mädchen vom Golfplatz) - The Case of the Nervous Accomplice (1955, dt. Der nervöse Komplize) - The Case of the Terrified Typist (1956, dt. Der Mord ohne Leiche) - The Case of the Demure Defendant (1956, dt. Das Geständnis im Dunkel) - The Case of the Gilded Lily (1956, dt. Der Blutsauger) - The Case of the Daring Decoy (1957, dt. Die Falle) - The Case of the Lucky Loser (1957, dt. Der lachende Verlierer) - The Case of the Screaming Woman (1957, dt. Die Katze mit dem Goldfisch) - The Case of the Long-Legged Models (1958, dt. Die schweigende Braut) - The Case of the Foot-Loose Doll (1958, dt. Per Anhalter in den Tod) - The Case of the Calendar Girl (1958, dt. Die blauen Flecken) - The Case of the Deadly Toy (1959, dt. Das tödliche Spielzeug) - The Case of the Mythical Monkeys (1959, dt. Die Affen auf Seide) - The Case of the Singing Skirt (1959, dt. Vertauschte Waffen / Die vertauschten Waffen) - The Case of the Waylaid Wolf (1960, dt. Der letzte Scheck) - The Case of the Duplicate Daughter (1960, dt. Die doppelte Tochter) - The Case of the Shapely Shadow (1960, dt. Die liebliche Lady) - The Case of the Spurious Spinster (1961, dt. Der Schatz im Schuhkarton) - The Case of the Bigamous Spouse (1961, dt. Die Leiche im Laub) - The Case of the Reluctant Model (1962, dt. Das ambulante Aktmodell) - The Case of the Blonde Bonanza (1962, dt. Die vollschlanke Nixe) - The Case of the Ice-Cold Hands (1962, dt. Die eiskalten Hände) - The Case of the Mischievous Doll (1963, dt. Das Mädchen mit der Narbe) - The Case of the Stepdaughterʼs Secret (1963, dt. Die rote Kaffeedose) - The Case of the Amorous Aunt (1963, dt. Die amouröse Tante) - The Case of the Daring Divorcee (1964, dt. Der Scheidungsgrund) - The Case of the Phantom Fortune (1964, dt. Die alten Zeitungen) - The Case of the Horrified Heirs (1964, dt. Die 50 Päckchen) - The Case of the Troubled Trustee (1965, dt. Zu treuen Händen) - The Case of the Beautiful Beggar (1965, dt. Der letzte Brief) - The Case of the Worried Waitress (1966, dt. Die blinde Trödlerin) - The Case of the Queenly Contestant (1967, dt. Der wunde Punkt) - The Case of the Careless Cupid (1968, dt. Das fliegende Gift) - The Case of the Fabulous Fake (1969, dt. Der blonde Bluff) - The Case of the Murdererʼs Bride and other Stories (1969, dt. Bei Heirat Mord und andere Kriminalgeschichten) - The Case of the Fenced-In-Woman (1972, dt. Das halbierte Haus / Das halbe Glück) - The Case of the Postponed Murder (1973, dt. Der tote Skipper) |

### Mit Bertha Cool und Donald Lam (als A. A. Fair)
| - The Bigger They Come (1939, dt. Sein erster Fall) - Gold Comes in Bricks (1940, dt. Goldaktien) - Turn on the Heat (1940, dt. Die Leiche im rosa Nachthemd) - Double or Quits (1941, dt. Alles oder nichts) - Spill the Jackpot! (1941, dt. Treffpunkt Las Vegas) - Owls Donʼt Blink (1942, dt. Der dunkle Punkt) - Bats Fly at Dusk (1942, dt. Furien im Finstern) - Cats Prowl at Night (1943, dt. Katzen jagen nachts) - Give ’em the Ax (1944, dt. Dann gib ihm die Axt) - Crows Canʼt Count (1946, dt. Ein schwarzer Vogel) - Fools Die on Friday (1947, dt. Der schweigende Mund) - Bedrooms Have Windows (1949, dt. Wo Licht im Wege steht) - Top of the Heap (1952, dt. Die goldgelbe Tür) - Some Women Wonʼt Wait (1953, dt. Heiße Tage auf Hawaii) - Beware the Curves (1956, dt. Der vergrabene Colt) | - Some Slips Donʼt Show (1957, dt. Nach Diktat verblichen) - You Can Die Laughing (1957, dt. Im Mittelpunkt Yvonne) - The Count of Nine (1958, dt. Der zweite Buddha) - Pass the Gravy (1959, dt. Von Fall zu Fall) - Kept Women Canʼt Wait (1960, dt. Per Saldo Mord) - Shills Canʼt Cash Chips (1961, Lockvögel) - Bachelors Get Lonely (1961, dt. Ein pikanter Köder) - Try Anything Once (1962, dt. Tatort Doppelbett) - Fish or Cut Bait (1963, dt. Kleine Fische zählen nicht) - Up for Grabs (1964, dt. Das volle Risiko) - Cut Thin to Win (1965, dt. Die kritische Dosis) - Widows Wear Weeds (1966, dt. Friss Vogel – oder stirb) - Traps Need Fresh Bait (1967, Im Falle einer Falle) - All Grass Isnʼt Green (1970, dt. Nicht alles Kraut ist grün) |

### Mit Doug Selby
| - The D.A. Calls It Murder (1937, dt. Selby gibt nicht nach) - The D. A. Holds a Candle (1938, dt. Roulette mit dem Teufel) - The D. A. Draws a Circle (1939, dt. Der unerwünschte Nachbar) - The D.A. Goes to Trial (1940, dt. Rache in bar) - The D. A. Cooks a Goose (1942, dt. Handel mit dem Schicksal) | - The D.A. dt. Calls a Turn (1944, dt. Geschäftsmann mit Vergangenheit) - The D.A. Breaks a Seal (1946, dt. Frühstück für eine Million) - The D.A. Takes a Chance (1949, dt. Party der Unschuldsengel) - The D. A. Breaks an Egg (1949, dt. Guter Ruf ist teuer) |